# Prolepsis lucasi
Prolepsis lucasi är en tvåvingeart som först beskrevs av Luigi Bellardi 1861.  Prolepsis lucasi ingår i släktet Prolepsis och familjen rovflugor. Inga underarter finns listade i Catalogue of Life.